# HD 217498
HD 217498，又名CD-2317706，SAO 191585、HR 8756，是一颗位於寶瓶座的恒星，视星等为6.28，位于銀經36.71，銀緯-64.73，其B1900.0坐标为赤經22h 56m 0.4s，赤緯-23° -64.73′ 38″。